# Eduard Escalante Feo
Eduard Escalante Feo va ser un dramaturg valencià, qui va produir pràcticament tota la seva obra en valencià.
Fill d'Eduard Escalante Mateu, va seguir els seus passos tant en el seu ofici com en la temàtica de les seves obres, encara que abandonant la crítica social que apareixia en els sainets del seu pare, per a preferir els aspectes més costumistes. També va intentar consolidar una sarsuela valenciana. En aquest sentit, i amb la col·laboració musical del compositor Salvador Giner, va compondre peces com El Roder (1905) i Plors i alegries (1906), mentre que amb música de Vicente Peydró Les barraques (1899), La gent de tro (1898), De València a París i Viatge a l'Exposició (totes dues de 1901).
La revista musical, a València, va tenir la seva època daurada en les dècades de 1920 i 1930, i l'obra d'Escalante Feo va ser un dels seus precedents.